# هماتاگاما
هماتاگاما (به لاتین: Hemmathagama) یک منطقهٔ مسکونی در سری‌لانکا است که در استان ساباراگامووا واقع شده‌است.